# Halisensaari
Halisensaari är en ö i Finland. Den ligger i sjön Kyyvesi och i kommunen Sankt Michel i den ekonomiska regionen  S:t Michel och landskapet Södra Savolax, i den södra delen av landet, 220 km nordost om huvudstaden Helsingfors. Öns area är 3,8 hektar och dess största längd är 460 meter i sydöst-nordvästlig riktning.